# Marc Abel
Marc Abel, pseudoniem van Louis-Marie Abeloos (Gent, 17 juni 1918 – Benidorm (Spanje), 8 mei 2002), was een Belgisch kunstschilder, sketchartiest, muralist en decorateur.

## Loopbaan
Abel kreeg zijn opleiding aan de Academie van Sint-Joost-ten-Node bij Henri Ottevaere. Hierna vervolmaakte hij zich in Hamburg, München en Londen.
Zijn werken vertonen een fauvistisch coloriet met een expressionistische inslag. Zijn favoriete thema's waren voornamelijk kleurrijke marines, havens, landschappen, stillevens, cabaretten met danseressen, harlekijnen en maskers.
Hij woonde en werkte in Oostende en, sinds de jaren 60 van voorgaande eeuw, in Altea, Spanje. Hij nam in 1971 in Altea deel aan de eerste wedstrijd voor muurschilderijen. In 2004 kreeg hij in het Paleis voor Schone Kunsten van Altea een retrospectieve tentoonstelling. In hetzelfde jaar werd in Altea de Fundación Marc-Abel y Eveline opgericht.
Hij stelde tentoon in Madrid, Brussel, Londen, Parijs, Cannes, Marseille, Hamburg, München en verschillende andere steden.
Hij publiceerde in 1985 het boek "Spring 85" (in de reeks "Four Stations") met een compilatie van gedichten door Marc Abel en bijpassende illustraties van eigen werken, waarin hij de betekenis van de schilderkunst voor hemzelf probeerde uit te leggen.

## Verzamelingen
- Oostende, Mu.ZEE, Kunstmuseum aan Zee (verzameling Stad Oostende)
- Boulogne-sur-Mer (Frankrijk): museum
- Openbare en privé-collecties in Europa en Amerika.